# Какво не е наред със секретарката Ким
„Какво не е наред със секретарката Ким?“ (на корейски: 김비서가 왜 그럴까; на английски: What's Wrong with Secretary Kim?) е южнокорейски сериал, който се излъчва от 6 юни до 26 юли 2018 г. по tvN.
Това е една от най-високо оценените корейски драми в историята на кабелната телевизия.

## Сюжет
Сюжетът се върти около амбициозния заместник-председател на голяма корпорация И Йонг-джун и неговата изключително способна секретарка Ким Ми-со. Недоразуменията възникват, когато тя обявява, че ще подаде оставка от позицията си, след като е работила за И Йонг-джун в продължение на девет години.

## Актьори

### Главни роли
- Пак Со Джун –И Йонг-джун / И Сонг-йон
- Пак Мин-йонг – Ким Ми-со

### Поддържащи роли
Семейството на И Йонг-джун
- И Те-хуан като И Сьон-йон / Морфеус[5]
  - Бе Канг-ю като 11-годишния И Сьон-йон

Баткото на Йонг-джун и известен автор на романи. Той се влюбва в Ми-со.
- Ким Бьонг-ок като като председателя И[6]
  - Го Се-уон като младия председател И (еп. 11 – 12)[7]

Баща на Йонг-джун и Сьон-йон. Председател на Юмен Груп.
- Ким Хи-ок като Мадам Че[6]
  - И Су-куинг като младата мадам Че (еп. 11 – 12)[7]

Майката на Йонг-джун и Сьон-йон.
Семейството на Ким Ми-со
- Пак Йон-хи като Ким Пил-нам

кака на Мисо, която е психиатър
- Хьо Сън-ми като Мим Мал-хи[8]

По-малката кака на Ми-со, уролог
- Чо Дьок-хьон като Ким Йонг-ман

баща на Ми-со и рок музикант